# Сквер имени В. И. Чапаева

Сквер имени Чапаева

Сквер им. В. И. Чапаева расположен в г. Чебоксары на территории бывшей родной деревни В. И. Чапаева — Будайка. Площадь сквера — 6 га.
В сквере высажено 448 деревьев различных пород: липа, берёза, рябина, ива серебристая, ель голубая, клён остролистный, тополь канадский и другие. Посажены декоративные кустарники: благоухающий жасмин, сирень, кизильник блестящий, снежноягодник, терн и другие кустарники. На асфальтированных аллеях установлены скамейки. Летом работают фонтаны, цветут клумбы.
Сквер посещают многочисленные группы туристов.

## История

Фрагмент памятника легендарному комдиву В. И. Чапаеву

До создания сквера на месте бывшей деревни Будайка простирались колхозные поля, пересекаемые автомобильным трактом Канаш-Чебоксары.
Само скульптурное изображение Чапаева первоначально было создано для павильона «Поволжье» для ВСХВ-39, а затем установлена за одноимённым павильоном на ВСХВ-54 года. В 1959 году павильон «Поволжье» был перестроен в «Радиоэлектронику», а скульптуру решили перевезти в другое место.
Планировка территории сквера, прокладывание дорожек и разбивка цветочных клумб и газонов были начаты одновременно с открытием в 23 июня 1960 года памятника Чапаеву (скульптор П. Баландин, архитектор В. Морозов). Первоначально памятник Чапаеву был установлен в районе Чапаевского поселка.
9 мая 1974 года на территории сквера открылся мемориальный музей В. И. Чапаева. В 1986 году рядом с одноэтажным зданием музея установили сельский дом семьи Чапаевых, который обнаружили в д. Тохмеево Чебоксарского района. Дом И. С. Чапаева, отца Василия Ивановича, был продан ещё в 1912 году и вывезен из д. Будайка.
В 2013 обсуждался вопрос строительства на территории парка Кафедрального собора и переноса памятника В. И. Чапаеву